# Mistrzostwa Panamerykańskie w Judo 2001
26. Mistrzostwa panamerykańskie w judo odbywały się w dniach 16-22 listopada 2001 roku w Córdobie. W tabeli medalowej tryumfowali judocy z Brazylii. 

## Klasyfikacja medalowa
| Miejsce | Państwo           |    |    |    | Razem |
| ------- | ----------------- | -- | -- | -- | ----- |
| 1       | Brazylia          | 6  | 3  | 6  | 15    |
| 2       | Kuba              | 6  | 2  | 3  | 11    |
| 3       | Kanada            | 2  | 2  | 3  | 7     |
| 4       | Stany Zjednoczone | 2  | 1  | 5  | 8     |
| 5       | Argentyna         | 1  | 4  | 5  | 10    |
| 6       | Dominikana        | 1  | 2  | 3  | 6     |
| 7       | Wenezuela         | 0  | 3  | 2  | 5     |
| 8       | Portoryko         | 0  | 1  | 1  | 2     |
| 9       | Ekwador           | 0  | 0  | 4  | 4     |
| 10      | Meksyk            | 0  | 0  | 2  | 2     |
| 11      | Peru              | 0  | 0  | 1  | 1     |
| .       | Haiti             | 0  | 0  | 1  | 1     |
| Razem   | Razem             | 18 | 18 | 36 | 72    |

## Medaliści

### Mężczyźni
| Konkurencja: | Złoto:            | Srebro:                | Brąz:                            |
| −55 kg       | Robert Gómez      | Javier Guédez          | Boris López Justin Chin          |
| −60 kg       | Taylor Takata     | Reiver Alvarenga       | João Derly Miguel Albarracín     |
| −66 kg       | Jorge Lencina     | Yordanis Arencibia     | Reinaldo dos Santos Juan Jacinto |
| −73 kg       | Sérgio Oliveira   | Orlando Fuentes        | Ernst Laraque Germán Velasco     |
| −81 kg       | Gabriel Arteaga   | Flavio Honorato        | Ariel Sganga Marcos Reyes        |
| −90 kg       | Brian Olson       | José Vicbart Geraldino | Keith Morgan Renato Dagnino      |
| −100 kg      | Leonardo Leite    | Ramón Ayala            | José Vásquez Andrés Loforte      |
| ponad 100 kg | Fabiano Zamboneti | Orlando Baccino        | Anthony Turner Richard Díaz      |
| Open         | Leonardo Leite    | Orlando Baccino        | Ato Hand Carlos Santiago         |

### Kobiety
| Konkurencja: | Złoto:              | Srebro:               | Brąz:                               |
| −44 kg       | Taciana Cesar       | Yarelis Suero         | Herlin Carios Cecilia Bondi         |
| −48 kg       | Andréa Berti        | Irene Coronel         | Danieska Carrión Danieska Velásquez |
| −52 kg       | Aminata Sall        | Ysis Barreto          | Valeria Palomino Zaimaris Calderón  |
| −57 kg       | Yurisleidys Lupetey | Tânia Ferreira        | Telitha Ellis Michelle Buckingham   |
| −63 kg       | Sophie Roberge      | Anaysis Hernández     | Vânia Ishii Grace Jividen           |
| −70 kg       | Leyén Zulueta       | Marie-Hélène Chisholm | Cristina Sebastião Liliana Carreras |
| −78 kg       | Yurisel Laborde     | Jacynthe Maloney      | Amy Tong Déborah Souza              |
| ponad 78 kg  | Daima Beltrán       | Priscila Marques      | Vanessa Zambotti Lorena Briceño     |
| Open         | Daima Beltrán       | Lorena Briceño        | Carmen Chalá Vanessa Zambotti       |